# Нарышкин, Семён Васильевич
Семён Васильевич Нарышкин (1731— до июня 1789) — русский чиновник и литератор из рода Нарышкиных; вице-президент Берг-коллегии (1775—1778), директор Петербургского горного училища (1776—1777), армии бригадир, статский советник. Сын генерал-поручика В. В. Нарышкина.

## Биография
Старший брат литератора Алексея Нарышкина. С 1749 г. числился в лейб-гвардии Семёновском полку, участвовал в Семилетней войне, вышел в отставку в 1765 г. подполковником. Потом служил в гражданском ведомстве, сперва в должности экзекутора 1-го департамента Правительствующего Сената, а потом прокурора Берг-коллегии. В 1767 году он был избран депутатом в Комиссию для составления проекта Нового Уложения от дворян Михайловского уезда тогдашней Московской губернии, и присутствовал в частной комиссии «о среднем роде людей». В качестве депутата он поддерживал мысль об отделении родовых дворян от тех, которые дослуживаются до офицерских чинов, не будучи родом из дворян. В 1775 г. статский советник С. В. Нарышкин сменил М. Хераскова на посту вице-президента Берг-коллегии.
В литературных кружках того времени Семён Васильевич был известен как плодовитый писатель. В 1757 году он перевёл речь Штрубе де Пирмона, под заглавием: «Слово о начале и переменах российских законов». Под влиянием Сумарокова написал много элегий и других мелких стихотворений, напечатанных в академических «Ежемесячных сочинениях», а также в «Полезном увеселении» и «Трудолюбивой пчеле». Ему принадлежит комедия «Истинное дружество» («во вкусе Дидерота»); две эпистолы, им сочинённые, напечатаны в 1761 и 1765 годах. Высокого мнения о литературных достоинствах сочинений Нарышкина был его приятель Н. И. Новиков.
В 1778 г. «уволен на год», после чего сведения о нём отсутствуют. Умер 8 (19) сентября и был похоронен на Лазаревском кладбище Александро-Невской лавры. Судя по эпитафии на памятнике, в последние годы жизни страдал от душевного расстройства: «От нежных чувствий он чувств здравия лишился И, девять лет страдав, в жизнь вечну преселился».

## Семья

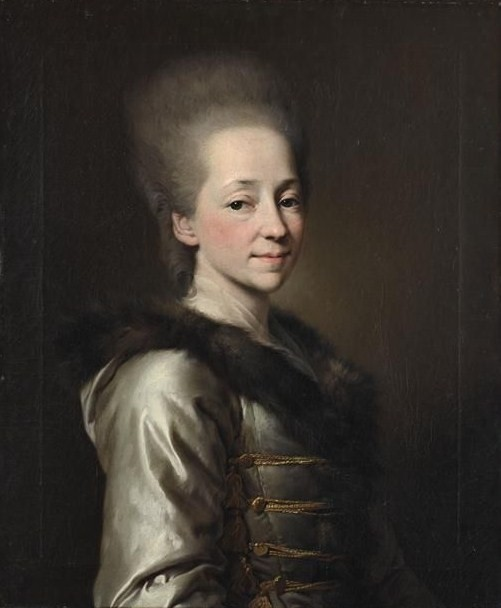
Мария Ивановна, жена

Жена Мария Ивановна (1723 или 1738—1807), родная сестра генерал-фельдмаршала Н. И. Салтыкова; известна по портрету кисти Левицкого, который хранится в Лувре. Этот портрет привёз с собой во Францию Дидро, живший осенью 1773 в доме четы Нарышкиных на Большой Морской; там же Левицкий написал и портрет самого философа. Вдова на июнь 1789. После смерти мужа переехала с детьми в Москву. Жила в доме деверя — действительного тайного советника, сенатора А. В. Нарышкина.
Дочери — Анастасия Грибоедова (1776―1800), с 24 сентября (5 октября) 1794 была замужем за лейб-гвардии Преображенского полка поручиком Алексеем Фёдоровичем Грибоедовым, вторая его жена, хозяйка имения Хмелита, муж Анастасии Семёновны послужил одним из прототипов Фамусова в «Горе от ума», и Прасковья (1763—1844) жена (с сентября 1778 года) Ивана Николаевича Яфимовича (ум. 1817). О Прасковье Семёновне в записках её соседа по усадьбе сообщается следующее:

Меньшая её дочь, София Ивановна, уже давно была замужем за генералом Александром Ивановичем Мамоновым, а другая — за Руничем, известным мистиком, ретроградом, пиетистом и куратором Петербургского учебного округа. С Прасковьей Семёновной жил ее сын, Александр Иванович, человек уже лет пятидесяти (если не более), дочь которого убежала лет пять позднее из родительского дома и обвенчалась с одним армейским пехотным офицером.

## Сочинения
- «Слово о начале и переменах Российских законов, — г. Штрубе-де-Пирмонт», перев. с франц. СПб., 1756.
- «Епистолы Императрице Екатерине II», СПб., 1765 г.
- «Письмо к народу г. Томаса и разговор бедности с истиною»; перев. с франц. СПб., 1772 г.

Нарышкин участвовал в «Переводах из Энциклопедии», где помещены в его переводе две статьи: «Экономия» и «Право естественное».